# Sala Biellese
Sala Biellese (en piemontès Sala 'd Biela) és un municipi italià, situat a la regió de Piemont i a la província de Biella. L'any 2010 tenia 627 habitants. Limita amb els municipis de Chiaverano (TO), Donato, Mongrando, Torrazzo i Zubiena.

## Història

### La revolta dels teixidors
El 1896 els teixidors de Sala, en un moment en què el teixit a mà encara era la principal activitat econòmica del país, feta principalment per dones, es van aixecar contra la pretensió del govern italià de donar un tractament fiscal al seu treball com si es tractés d'activitat industrial. Durant de la revolta la policia va disparar contra la multitud, matant quatre persones. Els líders de la revolta van ser processats, però van ser absolts posteriorment.

### La guerra partisana
A partir del 14 de desembre de 1944 va operar a la zona Radio Libertà, que fou l'única emissora de ràdio oberta al públic (i que no tenia una funció directament militar) dirigida pels partisans durant la resistència. Les primeres emissions es van fer a Callabiana i continuaren durant diverses nits. El gener de 1945, a causa de l'amenaça enemiga, la ràdio fou desmantellada i traslladada a Biella, on va continuar la seva activitat fins al 25 d'abril.
La idea va néixer durant les activitats de la segona Brigada Garibaldi, i els continguts de les emissions encara es poden trobar en la Biblioteca Municipal de Biella. L'editor de la programació era Sam (el farmacèutic Sandro Berruto), el locutor Gibo (el ferroviari Luigi Galleis) i el tècnic radiofònic Gamma (el forner Giovanni Passaglia). Les emissions tenien acompanyament musical en directe, inicialment amb la guitarra tocada per Grifo (el filador Alfio Re) i finalment amb un cor amb altres instruments.

## Administració
| Període | Identitat      | Partit        |
| ------- | -------------- | ------------- |
| 2004-   | Silvio Barbera | Llista Cívica |